# رؤیاپرداز آمریکایی (فیلم ۲۰۱۸)
رویاپرداز آمریکایی (انگلیسی: American Dreamer) یک فیلم در ژانر جنایی به کارگردانی دریک بورت محصول سال ۲۰۱۸ در ایالات متحده آمریکا است.